# BAR 01
BAR 01 е кола с която Бритиш Американ Рейсинг участва през сезон 1999 във Формула 1. За тях това е първа година след като те закупиха отбора на Тирел през 1998 г. Болида е управляван от световния шампион за 97 Жак Вилньов който напусна Уилямс за да работи заедно с шефа на тима Грейг Полок, негов мениджър и приятел. Вторият пилот е бразилеца Рикардо Зонта който е шампион за Формула 3000 през 1997 и във ФИА ГТ шампионат през 1998, въпреки че Мика Сало го замести за три състезания след като бразилеца получи контузия в глезена в Интерлагос.
Отбора завърши на последна позиция без точки зад по-малки отбори като Ероуз, Минарди и Заубер.

## Цветът
Преди сезон 1999 да започне, БАР започнаха конфликт с ФИА. Отбора имаше за цел да има различни цветове за всяка една от болидите след като концептуалните модели са направили. Колата на Жак Вилньов трябва да е спонсорирано от Лъки Страйк, докато тази на Рикардо Зонта да е спонсорирано от 555. Правилата на ФИА гласят че и двата болида трябва да бъдат със същия цвят с различен номер, знаме и име. Отбора направи бърза промяна като направиха двоен цвят на болидите. От едната страна е спонсоринано от Лъки Страйк, а от другата страна е спонсоринано от 555. Тези имена са собственост на Бритиш Американ Тобако. Също така цвета на болидите са с жълт цип който разделя двата спонсора докато края на носа е оцветен със сребърен цвят за да може други спонсори да не бъдат засегнати от двата спонсора. Също така и задното крило е компрометирано да спре двойното секциониране с малко свободно място: 555 е със страна напред, докато Лъки Страйк е със страна назад. Това е преминато от ФИА.

## Класиране във Формула 1
| Година | Отбор | Двигател     | Гуми | Пилоти        | 1   | 2   | 3   | 4   | 5   | 6   | 7   | 8   | 9   | 10  | 11  | 12  | 13  | 14  | 15  | 16  | Точки | WCC |
| ------ | ----- | ------------ | ---- | ------------- | --- | --- | --- | --- | --- | --- | --- | --- | --- | --- | --- | --- | --- | --- | --- | --- | ----- | --- |
| 1999   | BAR   | Супертек V10 | Б    |               | AUS | BRA | SMR | MON | ESP | CAN | FRA | GBR | AUT | GER | HUN | BEL | ITA | EUR | MAL | JPN | 0     | НК  |
| 1999   | BAR   | Супертек V10 | Б    | Жак Вилньов   | Ret | Ret | Ret | Ret | Ret | Ret | Ret | Ret | Ret | Ret | Ret | 15  | 8   | 10  | Ret | 9   | 0     | НК  |
| 1999   | BAR   | Супертек V10 | Б    | Рикардо Зонта | Ret | DNQ |     |     |     | Ret | 9   | Ret | 15  | Ret | 13  | Ret | Ret | 8   | Ret | 12  | 0     | НК  |
| 1999   | BAR   | Супертек V10 | Б    | Мика Сало     |     |     | 7   | Ret | 8   |     |     |     |     |     |     |     |     |     |     |     | 0     | НК  |